# توم كورت
توم كورت (بالإنجليزية: Tom Court)‏ هو لاعب اتحاد الرغبي أسترالي، ولد في 6 نوفمبر 1980 في بريزبان في أستراليا.

## وصلات خارجية
- توم كورت على موقع دوري الرغبي الممتاز (الإنجليزية)
- توم كورت عل موقع إسبنسكروم (الإنجليزية)
- توم كورت على موقع ItsRugby.co.uk (الإنجليزية)